# Valdeprado del Río
Valdeprado del Río es un municipio y una localidad de la comunidad autónoma de Cantabria, España. Se encuentra en la comarca de Campoo-Los Valles y limita al norte con los municipios de Campoo de Enmedio y Las Rozas de Valdearroyo, al sur con Valderredible, al oeste con Valdeolea y la provincia de Palencia y al este con la provincia de Burgos; ambas provincias son parte de la comunidad autónoma de Castilla y León.

## Historia
El actual municipio se conformó en 1868 como unión de las antiguas hermandades campurrianas de Valdeprado y Los Carabeos, que se habían convertido ya en municipios en 1822. La unión derivó en el actual municipio, que conservó el nombre de la primera hermandad, donde también recayó la capital del mismo, hasta que en 1873 la capital fue trasladada a Arroyal de los Carabeos.
Hasta la reforma de la nomenclatura municipal de 1916 el municipio se llamaba simplemente Valdeprado. En dicha fecha su nombre fue modificado por el de Valdeprado del Río.

## Geografía
Este municipio tiene como principales medios de transporte la A-67 y la N-611.
Si accedemos a Valdeprado (localidad) desde el cruce que hay cercanos Reocín de los Molinos, atravesaremos un cerrado bosque de roble que se extiende hasta el frente oriental del hayedo de Costumbría, en la falda del Peña Castillo. Muy grato es el paisaje de esta parte del municipio al que da el nombre el pueblo, especialmente desde el alto de la ermita de Santa Marina.

## Demografía
Valdeprado del Río cuenta con una población de 320 habitantes (INE 2024).
| Gráfica de evolución demográfica de Valdeprado del Río entre 1842 y 2021 |
| |
| Población de derecho según los censos de población del INE Población de hecho según los censos de población del INEEn estos censos se denominaba Valdeprado: 1842, 1857, 1860, 1877, 1887, 1897, 1900 y 1910 Entre el censo de 1877 y el anterior, crece el término del municipio porque incorpora a Los Carabeos |

### Población por núcleos
El municipio está compuesto por núcleos de población muy pequeños, siendo el mayor la capital, Arroyal de los Carabeos, con 48 habitantes censados en 2023. No obstante, la mayoría de las localidades mantienen población permanente.
La comunicación entre los diferentes núcleos puede llevarse a cabo por carretera, salvo con Candenosa. La ruta de senderismo PR-S 34, denominada Ruta de los Pueblos Abandonados, la conecta con las localidades de Hormiguera y Sotillo y con el despoblado de Moroso, ya en Valderredible.
Desglose de población según el Padrón Continuo por Unidad Poblacional del INE:
| Núcleos               | Habitantes (2016) | Habitantes (2023) | Hombres | Mujeres |
| --------------------- | ----------------- | ----------------- | ------- | ------- |
| Aldea de Ebro         | 16                | 16                | 9       | 7       |
| Arcera                | 35                | 20                | 13      | 7       |
| Arroyal               | 58                | 48                | 27      | 21      |
| Barruelo              | 26                | 25                | 12      | 13      |
| Montes Claros         | 7                 | 8                 | 7       | 1       |
| Bustidoño             | 10                | 11                | 6       | 5       |
| Candenosa             | 0                 | 1                 | 1       | 0       |
| Hormiguera            | 31                | 31                | 17      | 14      |
| Laguillos             | 6                 | 9                 | 5       | 4       |
| Malataja              | 13                | 13                | 7       | 6       |
| Mediadoro             | 12                | 11                | 6       | 5       |
| Reocín de los Molinos | 29                | 31                | 17      | 14      |
| San Andrés            | 30                | 30                | 18      | 12      |
| San Vitores           | 10                | 10                | 5       | 5       |
| Sotillo               | 20                | 34                | 17      | 17      |
| Valdeprado del Río    | 28                | 33                | 22      | 11      |

## Administración y política
Jaime Soto Marina (Partido Popular) es el actual alcalde del municipio.
| Periodo   | Nombre                    | Partido | Partido                                  |
| --------- | ------------------------- | ------- | ---------------------------------------- |
| 1979-1980 | Santiago Fernández García |         | Partido Socialista Obrero Español (PSOE) |
| 1980-1987 | Andrés Fernández Corral   |         | Partido Socialista Obrero Español (PSOE) |
| 1987-1991 | Nieves Marina García      |         | Partido Regionalista de Cantabria (PRC)  |
| 1991-2002 | Nieves Marina García      |         | Partido Popular (PP)                     |
| 2002-act. | Jesús Rodríguez Fernández |         | Partido Popular (PP)                     |

| Partido político    | Partido político                                      | 1979   | 1983   | 1987   | 1991   | 1995   | 1999   | 2003   | 2007   | 2011   | 2015   | 2019   | 2023   |
| Partido político    | Partido político                                      | Ediles | Ediles | Ediles | Ediles | Ediles | Ediles | Ediles | Ediles | Ediles | Ediles | Ediles | Ediles |
|                     | Alianza Popular (AP)-Partido Popular (PP)             |        | 3      | 2      | 5      | 5      | 6      | 5      | 4      | 5      | 6      | 6      | 6      |
|                     | Agrupación Independiente de Valdeprado del Río (AIVA) |        |        |        |        |        |        |        |        | 1      | 1      | 1      | 1      |
|                     | Partido Socialista Obrero Español (PSOE)              | 4      | 4      | 3      | 2      | 2      | 1      | 1      | 2      | 1      |        |        |        |
|                     | Partido Regionalista de Cantabria (PRC)               |        |        | 2      |        |        |        | 1      | 1      |        |        |        |        |
|                     | Agrupación Independiente                              | 3      |        |        |        |        |        |        |        |        |        |        |        |
| Total de concejales | Total de concejales                                   | 7      | 7      | 7      | 7      | 7      | 7      | 7      | 7      | 7      | 7      | 7      | 7      |

Además del Ayuntamiento, en Valdeprado del Río existen nueve Entidades Locales Menores, administradas por Juntas Vecinales o Concejos Abiertos con sus correspondientes presidentes o alcaldes pedáneos, en las localidades de Aldea de Ebro-Mediadoro, Arroyal, Barruelo, Hormiguera, Malataja, Reocín de los Molinos, San Andrés, Sotillo-San Vitores y Valdeprado.
La Entidad Local Menor de Arcera-Aroco fue disuelta en 2022, siguiendo los pasos de la de Candenosa en 2017. Por el contrario, no prosperó el expediente de disolución del Concejo Abierto de Arroyal promovido por el Ayuntamiento en 2021.

## Economía
De acuerdo con la Contabilidad Regional que realiza el Instituto Nacional de Estadística, en el año 2014 la renta per cápita de Valdeprado del Río era de  10 046 euros por habitante, por debajo de la media regional que se sitúa en 13 888 € y la estatal (13 960 €).

### Evolución de la deuda viva
El concepto de deuda viva contempla sólo las deudas con cajas y bancos relativas a créditos financieros, valores de renta fija y préstamos o créditos transferidos a terceros, excluyéndose, por tanto, la deuda comercial. La deuda viva municipal por habitante en 2014 ascendía a 146,42 €.
| Gráfica de evolución de la deuda viva del Ayuntamiento entre 2008 y 2023                                     |
| |
| Deuda viva del Ayuntamiento de Valdeprado del Río, en miles de euros, según datos del Ministerio de Hacienda |

## Patrimonio
El caserío de Valdeprado del Río se reparte en seis pequeños barrios en los que encontramos buenas muestras de arquitectura rural, de manera especial en el barrio de la carretera, en donde se agrupan una serie de casas con valiosas fachadas.
La iglesia parroquial de Santa María la Mayor es uno de los mejores edificios gótico-barrocos que tenemos oportunidad de analizar en esta guía de Campoo os Valles. Presenta nave única y cabecera recta reforzada con contrafuertes oblicuos y escalonados que se prolongan también por el muro norte para contrarresto de las presiones ejercidas por los tres tramos de bóvedas de terceletes y combados que cubren el edificio. Esta parte de la iglesia se construyó a principios del siglo XVI y mantiene recuerdos muy vivos del gótico final, más patentes en la ventana ajimezada que se abre al mediodía con jambas de baquetón y decoración de rosetón y trilóbulos en los arcos. Fábrica gótica, aunque anterior (siglos XIII o XIV), también tiene la dependencia lateral en la que se sitúa la portada. Aquí las bóvedas son de crucería sobre pilares cilíndricos y ochavados, tras arcos apuntados que se abren a la nave, mientras en el exterior aparecen canecillos de rollos y de bolas. En el siglo XVIII, casi con seguridad en el año 1724 (inscripción de la sacristía), se acometen una serie de obras con las que la iglesia va a ganar en monumentalidad. En principio se reforma la nave, mediante el refuerzo de algún pilar y la sustitución del antiguo alero de por otro moldurado. También se añade la sacristía, la magnífica torre de los pies y la portada, en la que se concentra casi toda la decoración de tipo clasicista, con hornacina avenerada que alberga a la escultura de la patrona.
Ya a finales del siglo pasado, concluyen las obras de arquitectura con la construcción de una escalera monumental y una plazuela frente al pórtico que acentúan aún más la categoría de la iglesia. Mención aparte merecen los retablos de Santa María la Mayor. En principal, es una magnífica pieza romanista de finales del siglo XV. Consta de tres cuerpos sobre podio, de tres calles en los dos primeros y de remate único en el superior. El esquema arquitectónico es clásico, sin mayores complicaciones, como corresponde a la fase romanista por lo que lo mejor del retablo se centra en la escultura. Muy rica la imaginería de las entrecalles de influencia del maestro Berruguete con figuras de apóstoles, San Roque y San Sebastián. En las calles aparecen relieves con escenas de la vida de Cristo rematadas por un calvario bajo frontón con Dios Padre en el tímpano. La policromía es a base de colores ácidos y brillantes, con ocasionales dorados, de carácter popular. El retablo se supone realizado por artistas trasmeranos, quizá por el taller de Juan de Sobremazas. Con la reforma y ampliación del siglo XVIII se dotó al templo de dos pares de retablos a cada lado de la nave. Todos ellos son buenas muestras del barroco decorativo o rococó de la segunda mitad del siglo XVIII, con una decoración ofuscante de columnas salomónicas, estípites, balaustres, pámpanos, dorados…
En Valdeprado del Río, existen otros dos edificios religiosos de interés. Se trata de las ermitas de San Pedro (en el barrio de la carretera) y de Santa Marina (coronando un collado desde el que se domina visualmente un área extensísima). Ambos son edificios barrocos del siglo XVIII, sencillo San Pedro y con mayores alardes técnicos Santa Marina.